# Sonnenwärmekraftwerk

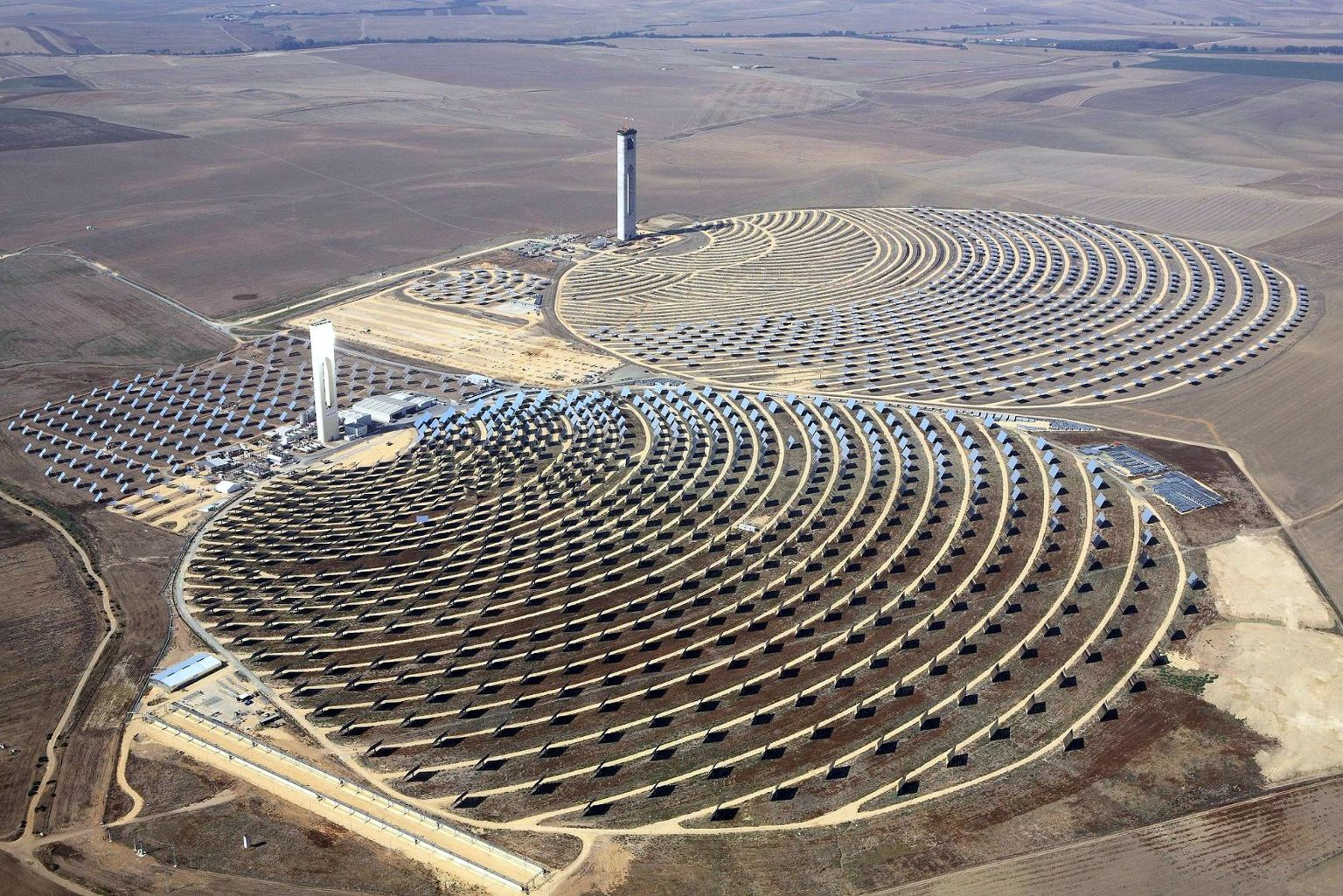
Solarwärmekraftwerk PS10 bei Sevilla, Spanien

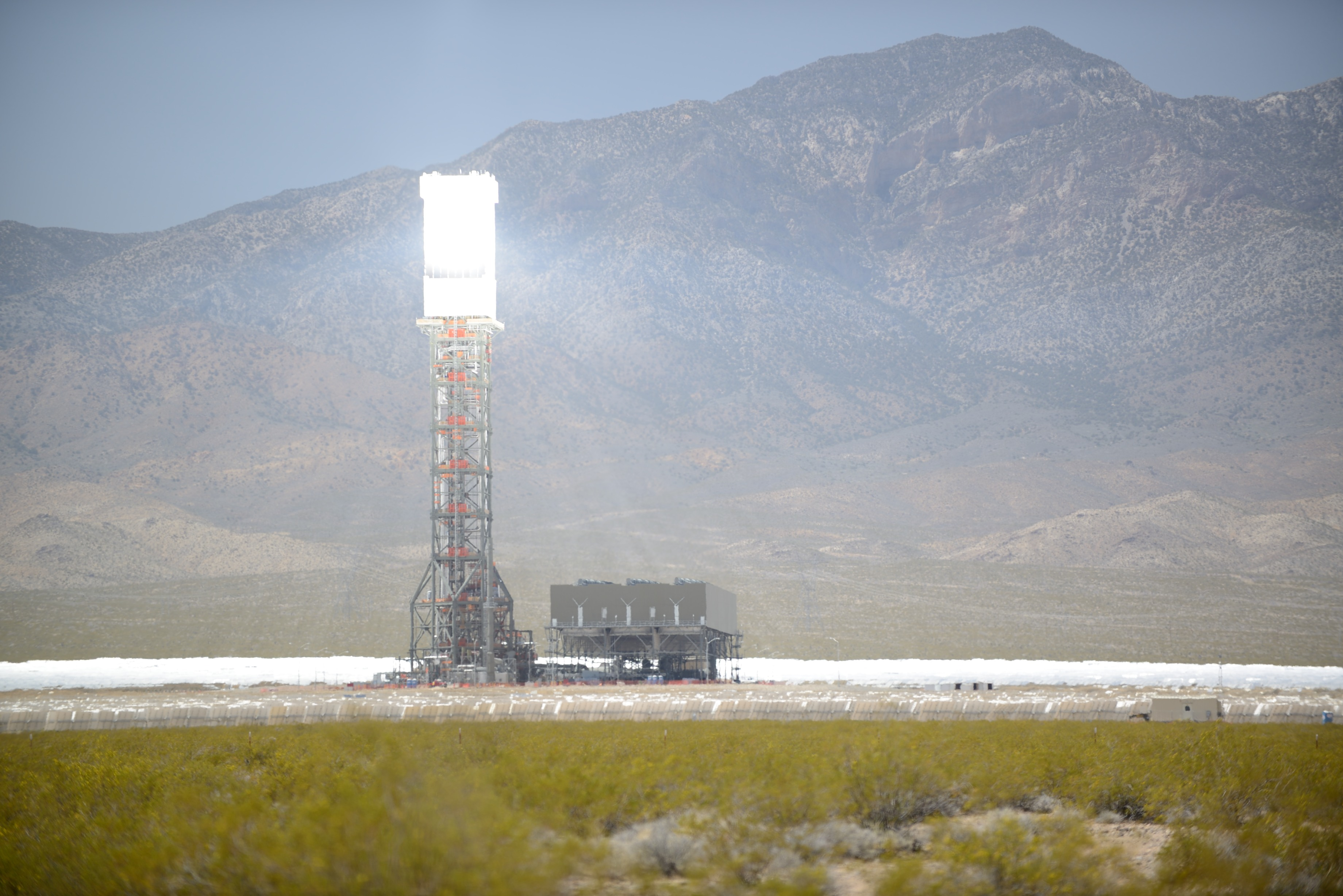
Sonnenwärmekraftwerk Ivanpah, Kalifornien, USA

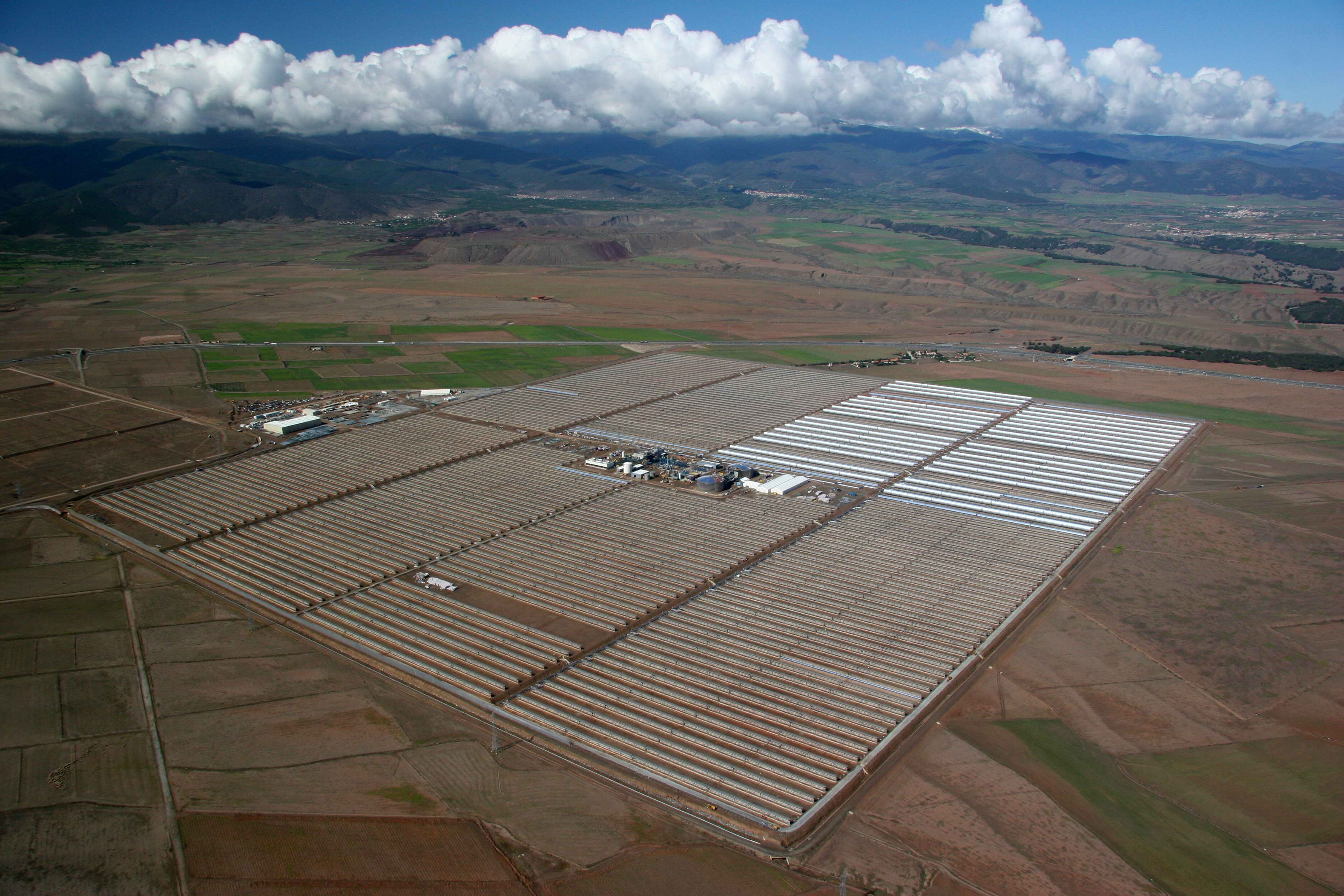
Andasol, Spanien

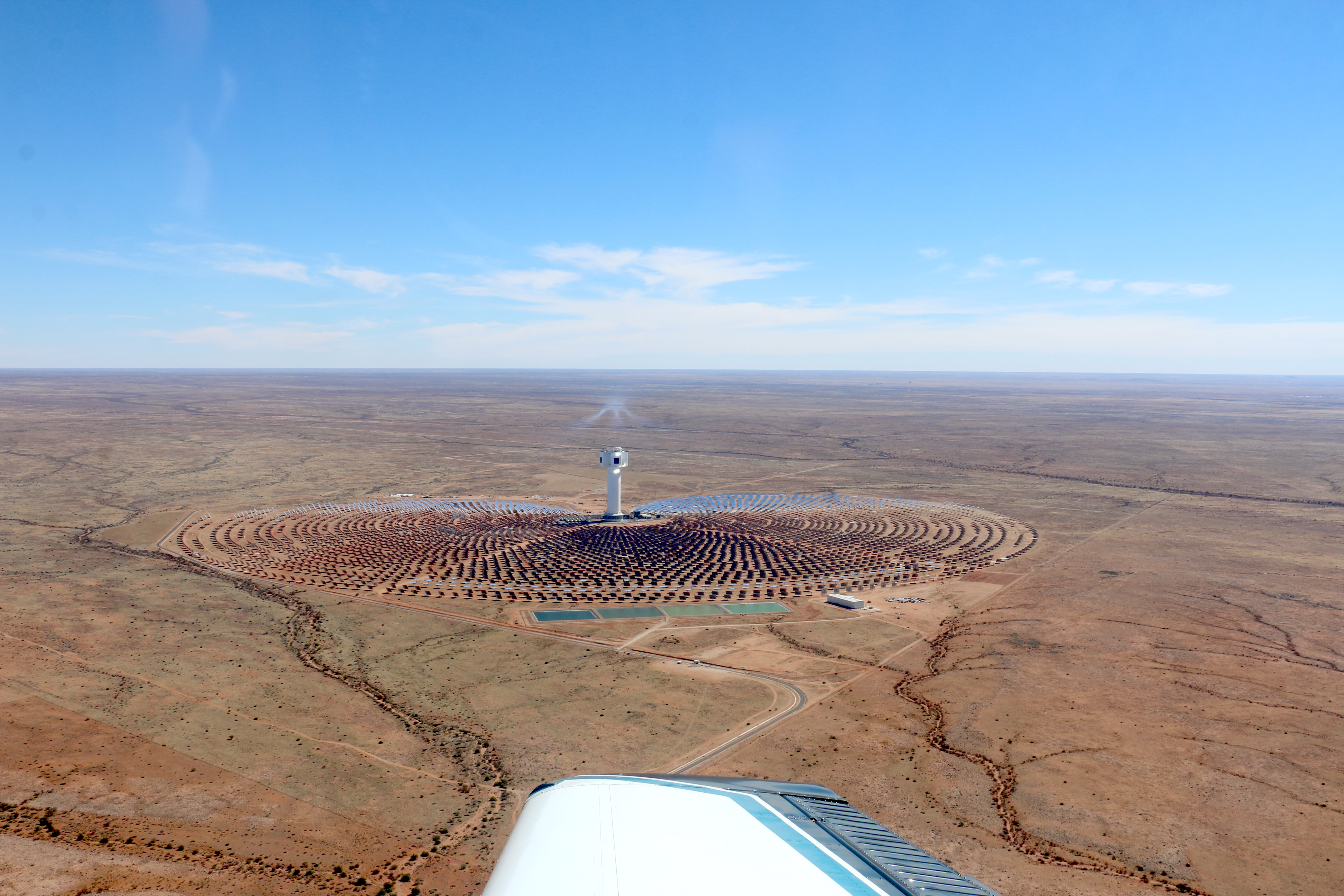
Khi Solar One in Südafrika

Ein Sonnenwärmekraftwerk oder Solarwärmekraftwerk (auch solarthermisches Kraftwerk) ist ein Kraftwerk, das die Wärme der Sonne als primäre Energiequelle verwendet, entweder durch Absorption von deren Strahlung oder durch Nutzung warmer Luft. Solarwärmekraftwerke sind insbesondere abzugrenzen von der Photovoltaik, die die Strahlung der Sonne direkt in elektrischen Strom wandelt.
Solarkraftwerke, die die Direktstrahlung der Sonne mit Reflektoren (Spiegeln) auf eine kleine Fläche bündeln, werden im Englischen auch CSP systems (von Concentrated Solar Power) genannt. Sie erreichen eine kürzere energetische Amortisationszeit und je nach Bauart auch höhere Wirkungsgrade als Photovoltaikanlagen, haben jedoch höhere Betriebs- und Wartungskosten und erfordern eine bestimmte Mindestgröße. Sie sind nur in sonnenreichen Regionen der Erde mit hoher direkter Sonneneinstrahlung wirtschaftlich einsetzbar.
Sonnenwärmekraftwerke hatten zunächst niedrigere spezifische Investitionskosten pro installiertes Kilowatt als Photovoltaikanlagen; durch den sehr starken Preisrückgang bei Solarmodulen ab 2011 haben mittlerweile aber Photovoltaikanlagen niedrigere Stromgestehungskosten. 

## Solarthermische Kraftwerke mit Strahlungsbündelung (CSP, concentrated solar power)
Diese Kraftwerke verwenden fokussierende Reflektorflächen, um das einfallende Sonnenlicht auf eine kleine Fläche zu bündeln. Das dort befindliche Bauteil heißt „Absorber“, ähnlich einem Sonnenkollektor. Die Reflektoren oder der Absorber werden der Sonne nachgeführt. Solarfarmkraftwerke sammeln die Wärme in vielen über die Fläche verteilten Absorbern, während in Solarturmkraftwerken und Paraboloidkraftwerken die Strahlung der Sonne mit „Punktkonzentratoren“ auf einen Brennpunkt (bzw. eine kleine Fläche) gebündelt wird. Dieser Art der Energiegewinnung wird in verschiedenen Studien, unter anderem des Deutschen Zentrums für Luft- und Raumfahrt (DLR) und von der Trans-Mediterranean Renewable Energy Cooperation (TREC), großes Potential für eine wirtschaftliche Energiegewinnung in Wüstengebieten Nord-Afrikas und im Nahen Osten sowie im ariden Süden Europas (Spanien, Italien usw.) zugesprochen. Hierbei stehen diese Konzepte im Zusammenhang mit einem verlustarmen Stromtransport nach Europa bzw. Mitteleuropa.
Wasserdampferzeugende Systeme eignen sich zur Unterstützung und damit Brennstoffeinsparung in konventionellen Dampfkraftwerken. In den reinen Solarkraftwerken gleichen Wärmespeicher die schwankende Sonneneinstrahlung aus, alternativ können hier andere Energieträger die Wärmeerzeugung in einstrahlungsschwachen Zeiten unterstützen. Dies passiert beispielsweise in Österreich, wo solarthermische Anlagen schon weit verbreitet sind. Man kombiniert Sonnenkollektor, Bioheizwerk und konventionelle Ersatz- oder Spitzenenergiekraftwerke. Da die Solarthermie im Frühjahr und Herbst nur wenig Energie und im Winter fast gar keine Energie liefert, schaltet man in dieser Zeit andere Kraftwerke ergänzend dazu, um die Installation ganzjährig nutzen zu können. Den gleichen Zweck können alternativ auch saisonale Wärmespeicher erfüllen, bei gleichzeitiger Überdimensionierung der Anlage in den Sommermonaten.

### Solarfarmkraftwerke
Das Kollektorfeld eines Solarfarmkraftwerkes besteht aus vielen parallel geschalteten Parabolrinnen- oder Fresnel-Kollektoren, so genannten Linienkonzentratoren. Die Zusammenschaltung von Paraboloidanlagen zu einem großen Kollektorfeld ist möglich, gegenüber Linienkonzentratoren jedoch sehr aufwändig. Parabolrinnenanlagen werden bereits kommerziell betrieben.
Im Kollektorfeld wird ein Wärmeträgermedium erhitzt, entweder Thermoöl oder überhitzter Wasserdampf. Bei Thermoölanlagen sind Temperaturen von bis zu 390 °C erreichbar, die in einem Wärmeübertrager zur Dampferzeugung genutzt werden. Die Direktdampferzeugung (DISS = Direct Solar Steam) kommt ohne solche Wärmeübertrager aus, da der überhitzte Wasserdampf direkt in den Absorberrohren erzeugt wird. Damit sind Temperaturen von über 500 °C möglich.
Der Wasserdampf wird anschließend wie in einem Dampfkraftwerk einer zentral angeordneten Dampfturbine zugeführt, die an einen Generator gekoppelt ist. Die heute verwendeten Turbinen sind speziell auf die besonderen Einsatzbedingungen in Sonnenwärmekraftwerken angepasst. Ein möglichst hoher Wirkungsgrad ermöglicht ein kleineres Solarfeld bei gleichbleibender Leistung des Kraftwerks. Das senkt die Investitionskosten und macht so den erzeugten Strom rentabler. Der Tag-/Nachtzyklus und wechselnde Wetterverhältnisse erfordern zudem sehr kurze Anfahrzeiten der Dampfturbine. Aus diesen Gründen werden in Sonnenwärmekraftwerken meist zweigehäusige Dampfturbinen mit Zwischenüberhitzung eingesetzt. Dabei wird der Abdampf der Hochdruckturbine vor dem Eintritt in die nachgeschaltete Niederdruckturbine bei konstantem Druck in einen Zwischenüberhitzer im Dampfkessel geleitet, wo er erneut überhitzt wird. Der Dampfkreislauf arbeitet auf diese Weise mit einer höheren Durchschnittstemperatur als ein nicht zwischenüberhitzter Kreislauf. Das erhöht den Wirkungsgrad, denn die Turbine erbringt bei gleicher Wärmezufuhr im Kessel eine höhere Leistung. Ebenso verringern sich der Feuchtigkeitsgehalt in der Niederdruckturbine und die sonst übliche, durch Wassertropfen verursachte Korrosion. Die Zwischenüberhitzung des Dampfes erhöht so Wirkungsgrad und Lebensdauer der Turbine. Ein spezielles Gehäusedesign schützt die Dampfturbine vor zu starkem Auskühlen bei Nacht und trägt neben dem geringen Gewicht des Rotors zu einer kurzen Anfahrtszeit bei. Damit die Dampfturbine möglichst effektiv arbeiten kann, muss der Dampf bei tiefer Temperatur kondensiert werden. Der höchste Wirkungsgrad wird mit Hilfe von Wasserkühlung erreicht, wie z. B. im Falle von Andasol. Für den Fall, dass – wie in vielen Wüstengebieten – kein Kühlwasser in ausreichenden Mengen zur Verfügung steht, können auf Kosten des Wirkungsgrades Trockenkühlsysteme eingesetzt werden.
Der besondere Vorteil dieses Kraftwerkstyps ist die konventionelle, relativ leicht verfügbare Technik.
Aufgrund der steigenden Energiekosten wächst auch das Interesse an kleineren Anlagen, die eine dezentrale Versorgung ermöglichen. Durch die Kopplung von Strom-, Prozesswärme-, Kälteerzeugung und Speichertechnologien könnten auch solche Systeme wirtschaftlich arbeiten.

#### Parabolrinnenkraftwerke

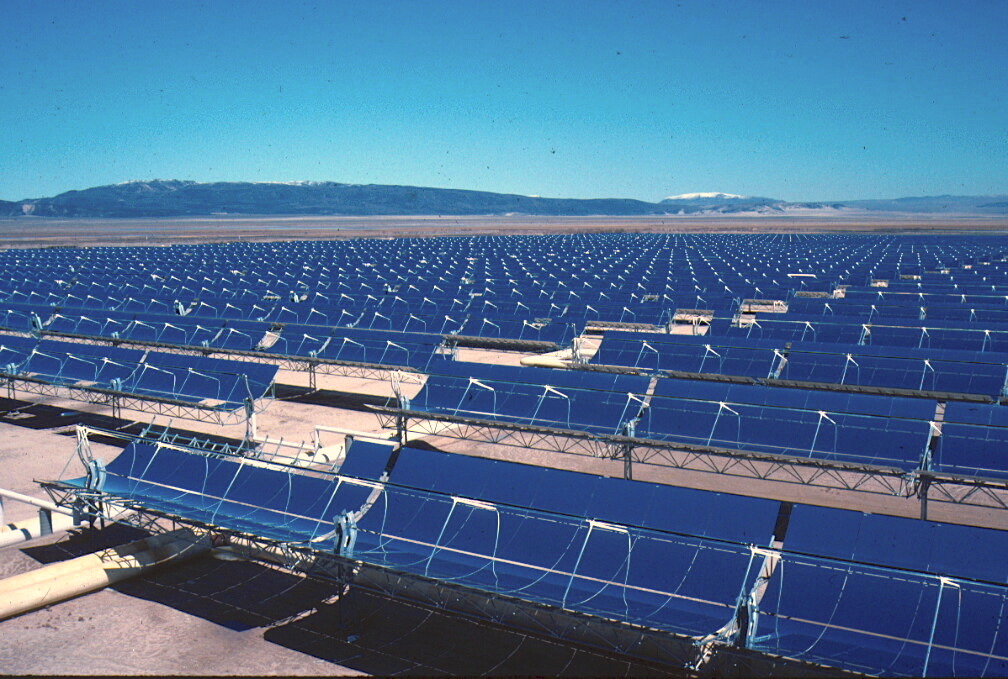
Parabolrinnenkraftwerk in Kramer Junction, Kalifornien, USA

Funktionsprinzip Parabolrinnenkollektor

##### Technik
Parabolrinnenkollektoren bestehen aus gewölbten Spiegeln, die das Sonnenlicht auf ein in der Brennlinie verlaufendes Absorberrohr bündeln. Die Länge solcher Kollektoren liegt je nach Bautyp zwischen 20 und 150 Metern. In den Absorberrohren wird die konzentrierte Sonnenstrahlung in Wärme umgesetzt und an ein zirkulierendes Wärmeträgermedium abgegeben. Die Parabolrinnen werden aus Kostengründen meist nur einachsig der Sonne nachgeführt. Sie sind deshalb in Nord-Süd-Richtung angeordnet und werden nur nach der Höhe des Sonnenstandes im Tagesverlauf nachgeführt bzw. „gekippt“.
Momentan arbeiten Wissenschaftler des MIT an einem Prototyp, der die Effizienz von Parabolrinnenkraftwerken maßgeblich verbessern könnte. Das Hybrid-System-Konzept sieht vor, neben thermischer auch elektrische Energie in den Absorberleitungen zu erzeugen. Die Absorberleitungen bestehen bei diesem Entwurf aus drei in sich geschachtelten konzentrischen Röhren mit unterschiedlicher Funktionalität. Die innerste Röhre dient dem Wärmeabtransport und ist nur teilweise mit Flüssigkeit gefüllt, das restliche Volumen nimmt Dampf ein. Der Dampf kondensiert innerhalb des Systems an einer angeschlossenen Kondensatorenfläche und die bei der Phasenumwandlung entstehende Flüssigkeit schließt den Flüssigkeitskreislauf. Dieses System benötigt theoretisch keine Pumpen und die gewonnene Wärmeenergie kann an der Kondensatorfläche mittels Kopplung anderen Prozesssystemen zugeführt werden. Die mittlere Röhre dient als Absorberfläche für die Sonnenenergie und ist mit der inneren Röhre über ein thermoelektrisches Material in Form von „Beinen“ verbunden. Der große Temperaturgradient zwischen den Röhren führt durch den Seebeck-Effekt zu einer Potenzialdifferenz, welche die Nutzung von elektrischer Energie ermöglicht. Zwischen der mittleren und äußeren Röhre verhindert ein Vakuum, dass die an der Absorberfläche entstehende Wärme an die Umgebung abgeben wird.

##### Geschichte
Die Geschichte der Solarthermiekraftwerke reicht bis in die zweite Hälfte des 19. Jahrhunderts zurück, als Erfinder wie William Adams, Augustin Mouchot, Alessandro Battaglia oder John Ericsson verschiedene Anlagen zur Sonnenenergiekonversion wie Solarkocher, solarbetriebene Destillationsapparate, Kältemaschinen und Kessel für solarbetriebene Dampfmaschinen bauten.
Am 1. September 1907 erteilte das kaiserliche Patentamt die Patent-Urkunde Nr. 237294 an die deutschen Ingenieure Wilhelm Maier aus Aalen und Adolf Remshardt aus Stuttgart für eine Vorrichtung zur unmittelbaren Verwendung der Sonnenwärme zur Dampferzeugung.
1912 wurden schließlich Parabolrinnen zur Dampferzeugung für eine 45-kW-Dampfmotorpumpe in Maadi/Ägypten von Frank Shuman und Charles Boys eingesetzt. Die fünf Kollektorreihen hatten eine Länge von 65 m, eine Aperturweite von 4 m und eine Gesamtaperturfläche von 1.200 m². Die Nachführung erfolgte automatisch mit Hilfe eines Thermostaten. Auch eine gewisse Speicherung der Wärme für den Nachtbetrieb war bereits möglich. Der Preis betrug damals 31.200 Mark. Die Anlage lieferte „bei zehnstündiger Arbeitszeit pro Tag Dampf für 50 Pferdekräfte“.
1916 hatte der Deutsche Reichstag 200.000 Reichsmark für eine Parabolrinnen-Demonstration in Deutsch-Südwest-Afrika bewilligt. Durch den Ersten Weltkrieg und das aufkommende Erdölzeitalter kam es jedoch nicht zu einer Umsetzung.
Zwischen 1977 und 1982 wurden Parabolrinnen-Prozesswärme-Demonstrationsanlagen in den USA installiert.
1981 wurde in Europa eine Demonstrationsanlage mit 500 kW elektrischer Leistung auf der Plataforma Solar de Almería in Betrieb genommen.
Der kommerzielle Betrieb begann 1984 in den USA. Die mittlerweile neun SEGS-Kraftwerke (SEGS = Solar Electricity Generation System) in Südkalifornien produzieren eine Leistung von insgesamt 354 MW. Ein weiteres Kraftwerk namens Nevada Solar One mit einer Leistung von 64 MW wurde in Boulder City/Nevada errichtet und ging im Juni 2007 ans Netz. Die Absorberröhren dafür lieferte die deutsche Schott AG, die auch bereits an den kalifornischen Kraftwerken beteiligt war. Die Dampfturbine, eine mit Zwischenüberhitzung arbeitende SST-700 mit einer elektrischen Leistung von 64 MW, wurde von der Siemens AG geliefert. Der Wirkungsgrad dieses Kraftwerktyps wird mit 14 % angegeben. Weitere Kraftwerke werden unter anderem in Marokko, Algerien, Mexiko und Ägypten errichtet.
Im spanischen Andalusien wurden von Juni 2006 bis Sommer 2009 mit Andasol, drei Anlagen zu je 50 MW, die derzeit größten Solarkraftwerke Europas gebaut. Andasol 1 ging im Dezember 2008 ans Netz und wurde am 1. Juli 2009 offiziell eingeweiht. Andasol 2 nahm Mitte 2009 den Testbetrieb auf, Andasol 3 2011. Die insolvente deutsche Firma Solar Millennium war an diesen Solarkraftwerken mit Projektierung, technischer Entwicklung und Steuerung wesentlich beteiligt. Die Dampfturbinen und Generatoren lieferte, wie für nahezu alle spanischen Parabolrinnen-Kraftwerksprojekte, die Siemens AG. Dieser Kraftwerkstyp wurde neben anderen Typen auch für den Grand Solar Plan und das DESERTEC-Projekt vorgeschlagen, eine endgültige Entscheidung über die Technologie wurde aber noch nicht getroffen.
In Abu Dhabi (Vereinigte Arabische Emirate) wurde mit Shams-1 am 17. März 2013 das zu diesem Zeitpunkt größte Solarwärmekraftwerk der Welt in Betrieb genommen. Es hat eine Fläche von 2,5 km² und soll 20.000 Haushalte mit Energie versorgen.

#### Fresnel-Kollektoranlagen

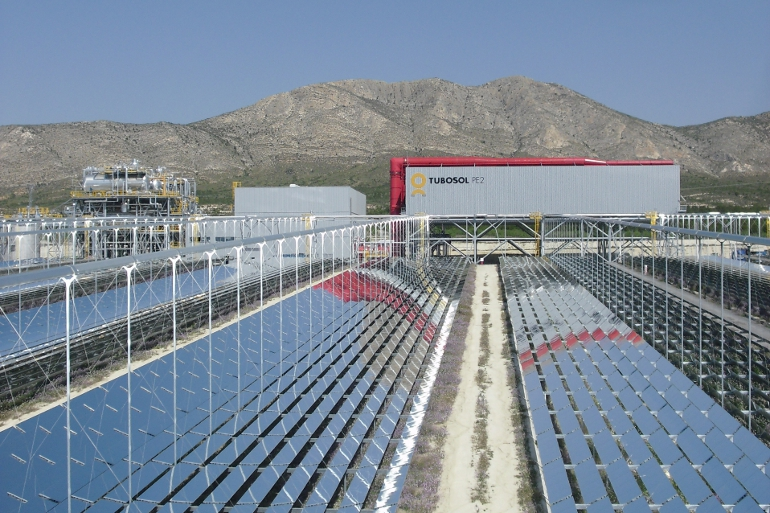
CSP-Fresnelkraftwerk Puerto Errado 2

Eine Weiterentwicklung der Parabolrinnen sind die sogenannten Fresnel-Spiegel-Kollektoren. Mehrere ebenerdig angeordnete parallele, ungewölbte Spiegelstreifen (nach dem Prinzip einer Fresnel-Linse) reflektieren die einfallende Direktstrahlung des Sonnenlichts auf das Absorberrohr. Die Streifen werden einachsig nachgeführt. Ein zusätzlicher Sekundärspiegel hinter dem Rohr lenkt die Strahlung auf die Brennlinie. Dieses Konzept befindet sich derzeit in der praktischen Erprobungsphase.
Diese Bauweise verbindet die Funktionsprinzipien von Parabolrinnenkollektoren und Turmkraftwerken miteinander, wobei sowohl auf gewölbte Spiegel als auch auf mehrachsige Sonnenstandsnachführungen verzichtet wird und der modulare Aufbau erhalten bleibt. Von der Verwendung der einfacher herzustellenden ungewölbten Spiegelstreifen werden Kostenvorteile erwartet. Das Absorberrohr wird im Gegensatz zu den meisten Parabolrinnenkonstruktionen nicht bewegt. So können sehr lange Kollektoren gebaut werden, die durch fehlende Rohrbögen und flexible Verbindungen geringe Strömungswiderstände für das Wärmeträgermedium aufweisen. Dem stehen Verschattungsverluste zwischen den Spiegelstreifen gegenüber.
Seit 2004 unterstützt ein derartiges System die Dampferzeugung in einem australischen Kohlekraftwerk. Die Technologie wird von der Universität von New South Wales und Sydney erprobt. Die Anlage soll nach ihrer vollständigen Fertigstellung für das Kraftwerk Liddell im Hunter Valley, zirka 250 km nordwestlich von Sydney, rund 15 MWth erzeugen und so zur Brennstoffeinsparung beitragen. Es handelt sich dabei um ein rund 60 m × 30 m großes Feld aus ebenen Spiegeln, die das Sonnenlicht auf etwa 10 m hohe Linien über dem Kollektorfeld konzentrieren. Dort wird mit Direktdampferzeugung etwa 285 °C heißer Wasserdampf erzeugt.
Seit Juli 2008 ist im Auftrag von Gas Natural im spanischen Sevilla eine 352 m² große Anlage der Firma PSE AG aus Freiburg mit einer Spitzenleistung von 176 kW in Betrieb, welche die erzeugte Prozesswärme zum Antrieb einer Absorptionskältemaschine verwendet und damit ein Gebäude der Universität Sevilla kühlt.
Seit März 2009 ist das Fresnelsolarkraftwerk PE 1 (Puerto Errado 1) der Karlsruher Firma Novatec Solar im spanischen Calasparra in kommerziellem Dauerbetrieb. Das Solarkraftwerk hat eine elektrische Leistung von 1,4 MW und basiert auf linearer Fresnelkollektortechnologie. PE 1 umfasst neben einem konventionellen Kraftwerksblock, einen solaren Dampferzeuger mit einer Spiegelfläche von ca. 18.000 m².
Zur Dampferzeugung wird direkt eingestrahltes Sonnenlicht mit Hilfe von 16 Flachspiegelreihen auf einen linearen Receiver in 7,40 m Höhe konzentriert. In dieser Brennlinie des Spiegelfeldes ist ein Absorberrohr installiert, in dem durch die konzentrierte Strahlung Wasser direkt zu Sattdampf von 270 °C und 55 bar verdampft wird. Durch die Entwicklung eines neuen Receiverdesigns wird seit September 2011 am Fresnelkraftwerk Puerto Errado 1 überhitzter Dampf mit Temperaturen über 500 °C erzeugt. Eine genauere Beschreibung der PE-1-Anlage mit mehreren Bildern befindet sich in den Weblinks.

Aufgrund der guten Erfahrungen mit der PE-1-Anlage ist ein weiteres Fresnelsolarkraftwerk mit einer Leistung von 30 MW gebaut und am 5. Oktober 2012 in Betrieb genommen worden. Puerto Errado 2 ist mit einer Spiegelfläche von 302.000 m² (0,302 km²) das weltgrößte Fresnelkraftwerk in Betrieb. 

### Solarturmkraftwerke

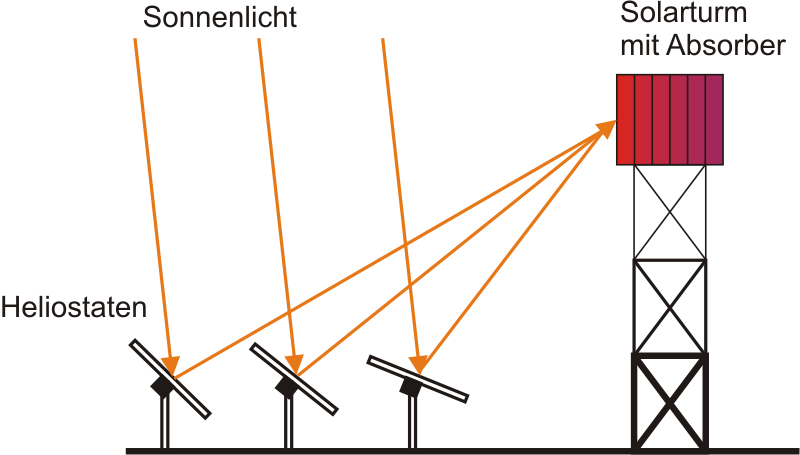
Schema eines Solarturmkraftwerks

Beim Solarturmkraftwerk, auch Zentralreceiverkraftwerke genannt, handelt es sich zumeist um Dampfkraftwerke mit solarer Dampferzeugung. Die bislang mit Öl, Gas oder Kohle befeuerte Brennkammer wird durch eine solare „Brennkammer“ auf einem Turm ersetzt. Bei Sonnenschein richten sich hunderte bis zehntausende automatisch positionierende Spiegel (Heliostate) so aus, dass das Sonnenlicht auf den zentralen Absorber (Receiver) reflektiert wird. Durch starke Konzentration der Sonneneinstrahlung entstehen an der Spitze des Turms Temperaturen bis zu mehreren tausend °C. Die technisch sinnvoll handhabbaren Temperaturen liegen bei rund 1.300 °C. Die Temperaturwerte und der damit in Folge erreichbare thermodynamische Wirkungsgrad sind somit deutlich höher als bei Solarfarmkraftwerken. Das verwendete Wärmeträgermedium ist entweder flüssiges Nitratsalz, Wasserdampf oder Heißluft.

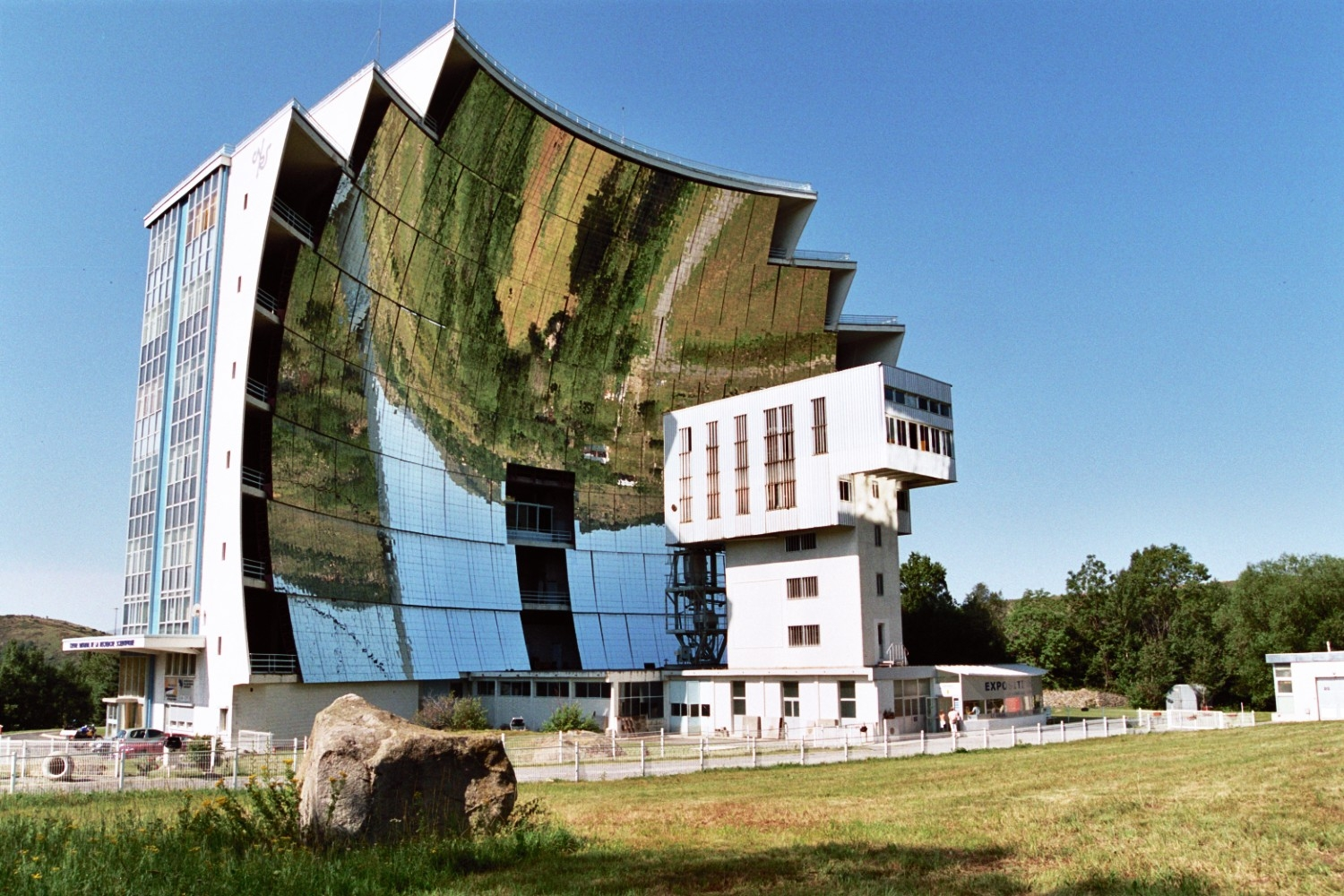
Sonnenofen von Odeillo, Frankreich – mit Laborgebäude im Brennpunkt des Hohlspiegels

Durch eine ähnliche lichtbündelnde Anordnung gelingt im Solarschmelzofen das Erzielen besonders hoher Temperaturwerte um physikalisch-chemische Prozesse – etwa chemische Reaktionen, Sintern oder Schmelzen von Metallen, Erschmelzen von Glas, Brennen von Keramik – anzutreiben oder Materialien zu untersuchen. Der Sonnenofen von Odeillo in den französischen Pyrenäen wurde bereits in den 1960er Jahren errichtet und ist mit 1 MW thermischer Leistung, ca. 3000 Arbeitsstunden jährlich und Temperaturen bis zu 3.800 °C bis heute einer der zwei größten weltweit.
Meistens wird die im Absorber entstehende Wärme jedoch über eine Dampfturbine und Gasexpansionsturbine zur Stromerzeugung genutzt. Dafür wird im Receiver das Wärmeträgermedium auf bis zu 1000 °C erhitzt und anschließend zur Dampferzeugung genutzt. Dieser treibt eine Turbine an. Damit diese effizient arbeiten kann, muss der Dampf wie bei einem Solarfarmkraftwerk nach dem Austritt aus der Turbine gekühlt werden. Zur Kühlung kann bei ausreichendem Vorhandensein Wasser eingesetzt werden. Da dies in Wüstengebieten oft nicht der Fall ist, kommen unter Verlust im Wirkungsgrad auch Trockenkühlanlagen zum Einsatz. Der erzeugte Strom wird in das öffentliche Netz eingespeist. Neben dem Parabolrinnenkraftwerk ist das Solarturmkraftwerk inzwischen ein weiterer, gut entwickelter Anlagentyp, der – wenn auch noch verbunden mit öffentlichen Förderprogrammen – Solarstrom wirtschaftlich zur Verfügung stellen kann.
Die größte solarthermische Anlage weltweit ist das Sonnenwärmekraftwerk Ivanpah mit 392 MW. Sie ging am 13. Februar 2014 ans Netz und generiert nach eigenen Angaben Strom für etwa 140.000 Haushalte.

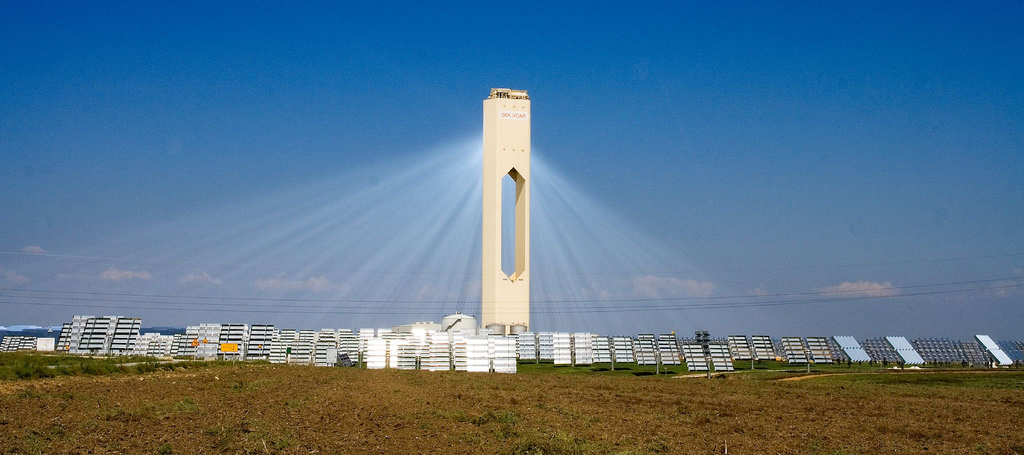
Das 11-MW-Solarkraftwerk „PS10“ bei Sevilla in Spanien.

Auf der PSA – einer spanischen Forschungsanlage bei Almería/Spanien – stehen zwei Versuchsanlagen CESA-1 (7 MWth) und SSPS-CRS (1,2 MWth). Hier werden verschiedene Receivertypen, unter anderem auch deutsche Entwicklungen des DLR, getestet.

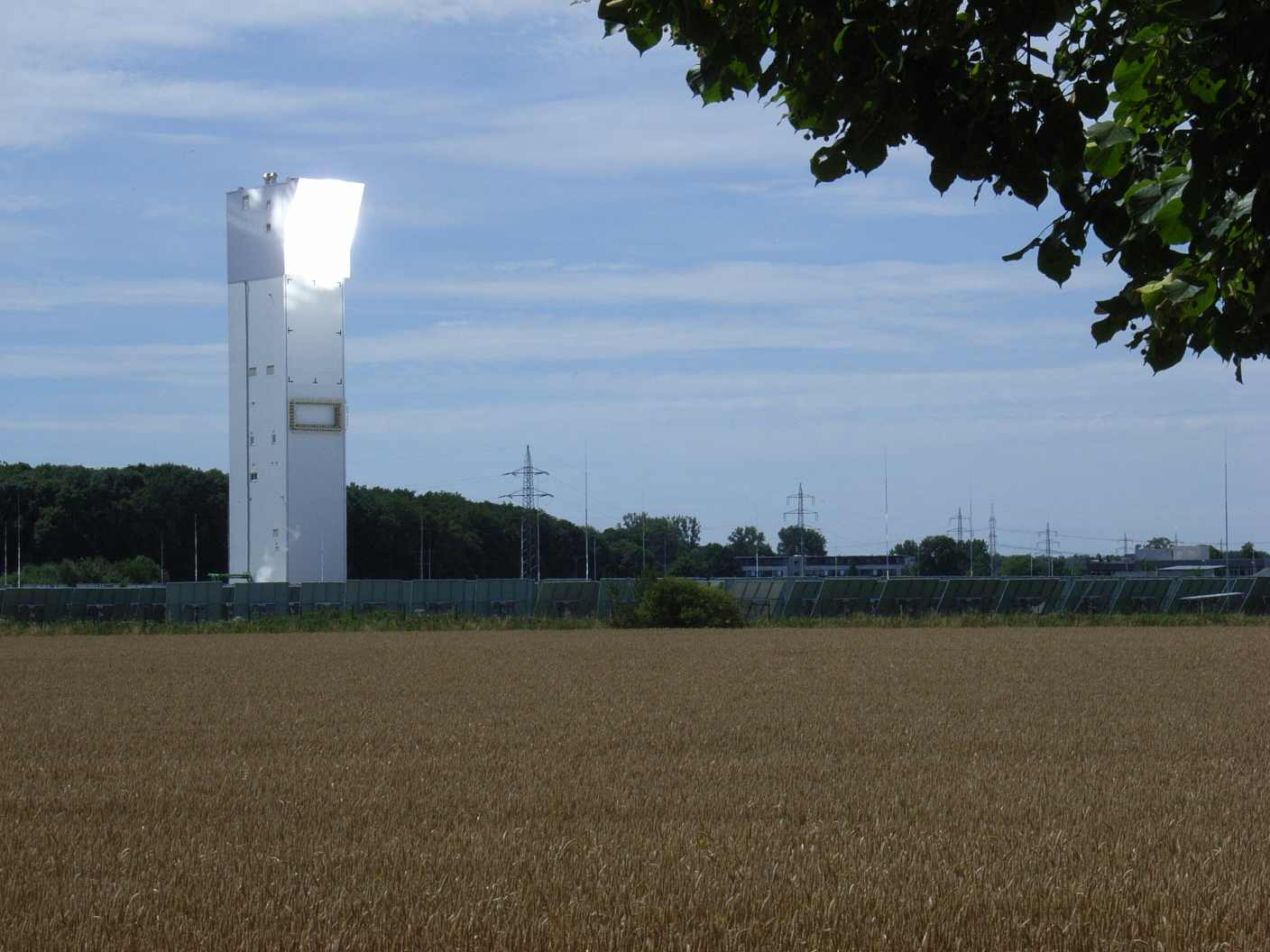
Solarturmkraftwerk Jülich

In Deutschland wurde im Juli 2006 mit dem Bau eines solarthermischen Demonstrations- und Versuchskraftwerks in Jülich (NRW) begonnen, das im Januar 2009 den Testbetrieb aufnahm und 1,5 MWel Leistung erbringen soll. Als Wärmeübertragungsmedium dient Luft. Da die Betriebstemperatur mit 600–800 °C sehr hoch ist, ist es effizienter als andere solarthermische Kraftwerke. Schwankungen im Leistungsangebot der Sonneneinstrahlung sollen bei dieser Anlage mittels eines neuartigen Wärmespeichers aus keramischer Schüttung ausgeglichen werden. Dadurch kann die Stromerzeugung im Kraftwerk relativ unabhängig von der Sonneneinstrahlung und damit verbrauchsorientierter erfolgen. Der Aufbau und die Weiterentwicklungen der Anlage wird vom Solar-Institut Jülich und vom DLR betreut. In Zukunft könnte dieses Kraftwerk bei fehlender Sonneneinstrahlung in Überbrückungsphasen konventionell mit Biomasse betrieben werden. Mit Hilfe dieser Turmtechnologie lässt sich auch Wasserstoff durch Sonnenenergie erzeugen. Dafür wird Wasserdampf durch im Receiver befindliche Kapillaren geleitet, welche mit einer metalloxidbasierten Redox-Beschichtung versehen ist. Bei Temperaturen ab 800 °C werden Wassermoleküle aufgespalten, der Sauerstoff oxidiert das Metall und Wasserstoff wird freigesetzt (vgl. Hydrosol-Projekt). In einem weiteren Schritt kann unter Verbrauch von CO2 daraus Methan gewonnen werden (vgl. Sabatier-Prozess).
Bei Sevilla wird ein Solarpark mit insgesamt 302 MW und unterschiedlichen Technologien betrieben. Ende März 2007 ging als erstes ein von dem spanischen Konzern Abengoa errichtetes Solarturmkraftwerk (PS10 mit 11 MW und einem Jahresertrag von 23 GWh) ans Netz. Die Investitionskosten von rund 35 Mio. Euro wurden mit fünf Mio. Euro von der Europäischen Union, aus Mitteln des Fünften Forschungsrahmenprogramms, bezuschusst. In der zweiten Ausbaustufe wurde 2009 eine Turmanlage mit 20 MW (PS20) errichtet. Nach einer weiteren Anlage mit 20 MW (AZ20) sollen noch fünf weitere Parabolrinnenkraftwerke mit je 50 MW entstehen.

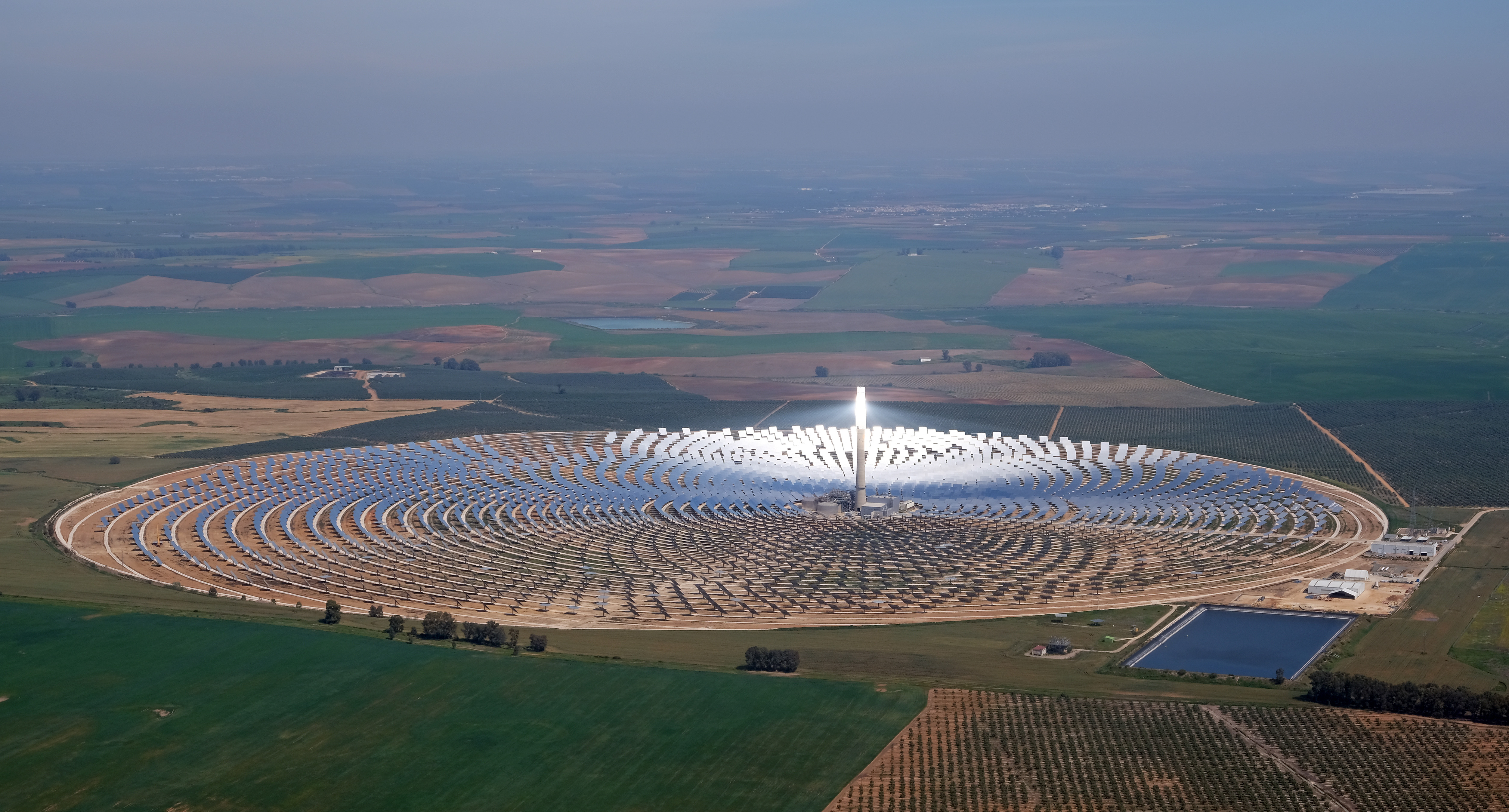
Gemasolar in Betrieb

Seit 2011 (Betriebsbeginn Mai, offizielle Eröffnung Oktober) arbeitet das „Hightech Sonnenkraftwerk“ Gemasolar in Fuentes de Andalucia nahe Sevilla/Spanien. Die Anlage hat eine Fläche von 185 Hektar. Sie besitzt 2650 Spiegel mit einer Fläche von jeweils 120 m², die die Sonne auf einen Absorber fokussieren, der in einem 140 m hohen Turm eingebaut ist. Als Wärmeträger wird Salz bei einer Temperatur von über 500 °C verwendet; dieses dient auch als Wärmespeicher, sodass bei bedecktem Himmel oder sogar nachts Strom erzeugt werden kann. Gemasolar kann bei einer Leistung von 19,9 MW etwa 110 GWh pro Jahr erzeugen – ausreichend für 27.500 Haushalte. Betreiber ist Torresol Energy, eine gemeinsame Tochter der spanischen Ingenieurgesellschaft SENER und der für die Entwicklung erneuerbarer Energien zuständigen Gesellschaft des Emirats Abu Dhabi, Masdar.

### Paraboloidkraftwerke

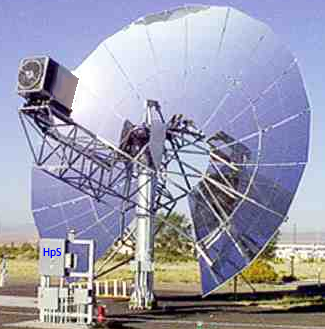
10-kW-Solar-Stirling-Anlage in Spanien

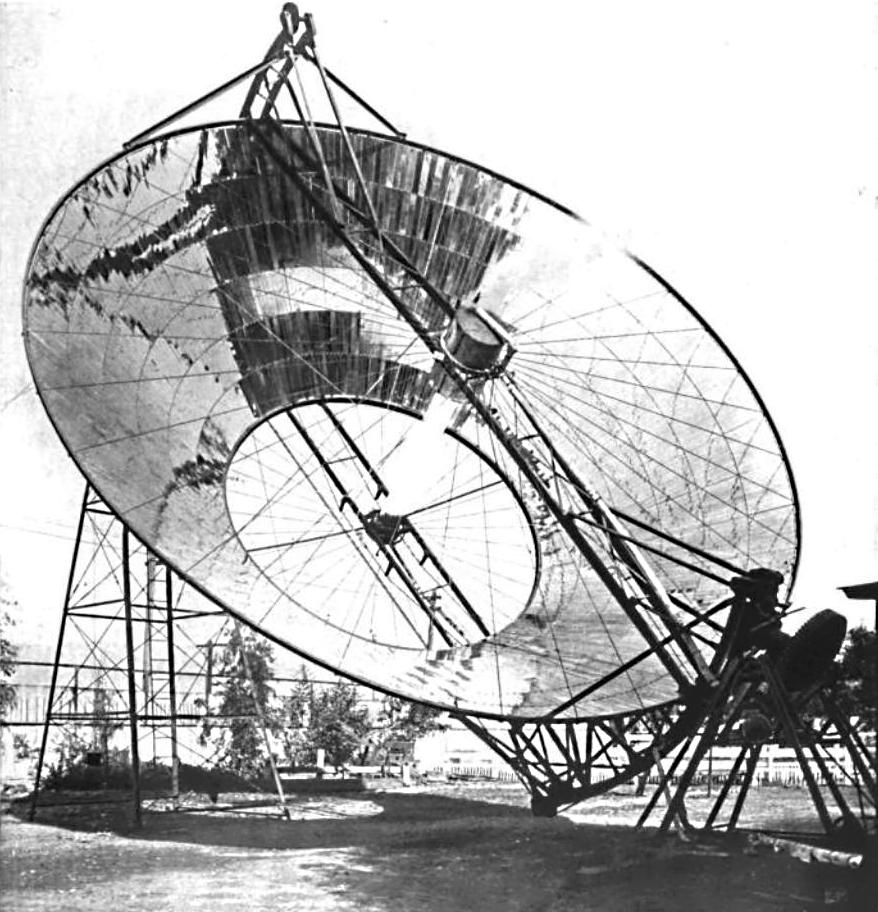
Los Angeles circa 1901

Bei Paraboloidkraftwerken, auch Dish-Stirling- oder Dish-Farm-Anlagen genannt, sind Paraboloidspiegel zweiachsig drehbar auf einem Gestell montiert. Diese reflektieren das Sonnenlicht auf einen im Brennpunkt angebrachten Wärmeempfänger. Diese Bauform ist sehr kompakt – die Spiegel werden mit Durchmessern von drei bis 25 Metern ausgeführt, womit Leistungen von bis zu 50 kW pro Modul erreichbar sind.
Bei Solar-Stirling-Anlagen ist dem Empfänger ein Stirlingmotor nachgeschaltet, der die thermische Energie direkt in mechanische Arbeit umsetzt. Diese Anlagen erreichen die höchsten Wirkungsgrade bei der Umwandlung von Sonnenlicht in elektrische Energie. Bei einem Experiment in Frankreich mit einem Parabolspiegel von 8,5 m Durchmesser (Fläche 56,7 m²) wurde eine Nettoleistung von 9,2 kW erzielt, was einem Wirkungsgrad von 16 % entspricht. Die Module eignen sich zur dezentralen Energieversorgung in abgelegenen Regionen und erlauben es, beliebig viele dieser Module zu einem großen Solarkraftwerk zusammenzuschalten.
Bei den selten eingesetzten Dish-Farm-Anlagen befindet sich im Brennpunkt ein Absorber, in dem ein Wärmeträgermedium erhitzt und zur Dampferzeugung genutzt wird. Zu diesem Zweck werden mehrere Paraboloidspiegel zusammengeschaltet, wobei sie wirtschaftlich nicht mit Linienkonzentratoren und Turmkraftwerken konkurrieren konnten.

### Verbreitung der CSP-Kraftwerke
Vor allem in den USA entstanden mehrere Anlagen mit über 200 MW Leistung und Trockenkühlung. Folgende Liste zeigt die solarthermischen Kraftwerke mit mehr als 10 MW Leistung, welche bereits in Betrieb sind oder mit deren Bau begonnen wurde.
Als das weltgrößte CSP-Kraftwerk Stand Februar 2014 galt das Sonnenwärmekraftwerk Ivanpah 60 km südwestlich von Las Vegas. Es hat eine Nennleistung von 392 MW und soll aufgrund Unwirtschaftlichkeit im Frühjahr 2026 abgeschaltet und evtl. durch eine Photovoltaikanlage ersetzt werden.
Im Mai 2014 hielt Spanien den Rekord der Nutzung dieser Energiequelle mit 2.303,9 MW und 50 Sonnenwärmekraftwerken. Die meisten Standorte dieser Kraftwerke befinden sich in den Autonomen Gemeinschaften Andalusien und Extremadura. Allein im Jahr 2012 wurden in Spanien im Vergleich zur Erzeugung aus fossilen Energieträgern mehr als 2,4 Millionen Tonnen CO2 eingespart.
2017 vergab der staatliche Energieversorger des Ölstaates Dubai einen Auftrag über ein Solarturmkraftwerk mit 700 MW Nennleistung. Dieses sollte ein Teil des Solarparks Mohammed bin Raschid al-Maktum werden, der bis 2030 auf eine Leistung von 5.000 MW ausgebaut werden soll. Es sollte das größte bis dahin realisierte Solarturmkraftwerk werden, etwa 3,9 Mrd. Dollar kosten und Stromgestehungskosten von 6 ct/kWh erreichen.
| Name                                         | Standort                                                  | Technologie                                      | Leistung in MW | Jahres- produktion in GWh (*)    | Wärmeträger | Speicher/ Backup | Produktionsstart |
| -------------------------------------------- | --------------------------------------------------------- | ------------------------------------------------ | -------------- | -------------------------------- | ----------- | ---------------- | ---------------- |
| Ivanpah Solar Power Facility                 | Vereinigte Staaten 35° 34′ 12″ N, 115° 28′ 12″ W          | Turm                                             | 392            | 940                              | Dampf       | ohne             | ab 2014          |
| Solar Electric Generating Station (SEGS) I-9 | Vereinigte Staaten 34° 51′ 47″ N, 116° 49′ 37″ W          | Parabolrinne                                     | 353,8          | 654,6                            | Thermoöl    | Gas              | 1984–1990        |
| Solana Generating Station                    | Vereinigte Staaten 32° 55′ 0″ N, 112° 58′ 0″ W            | Parabolrinne                                     | 280            | 603,57                           | Thermoöl    | Salz, 6 h        | ab 2013          |
| Genesis Solar Energy Project                 | Vereinigte Staaten 33° 40′ 0″ N, 114° 59′ 0″ W            | Parabolrinne                                     | 280            | 576,11                           | Thermoöl    | ohne             | ab 2014          |
| Mojave Solar Project                         | Vereinigte Staaten 35° 0′ 40″ N, 117° 19′ 30″ W           | Parabolrinne                                     | 280            | 617                              | Thermoöl    | ohne             | ab 2015          |
| Solaben 1-3, 6                               | Spanien 39° 13′ 29″ N, 5° 23′ 26″ W                       | Parabolrinne                                     | 200            | 400                              | Thermoöl    | ohne             | 2012–2013        |
| Andasol 1–3                                  | Spanien 37° 13′ 3″ N, 3° 3′ 41″ W                         | Parabolrinne                                     | 150            | 330                              | Thermoöl    | Salz, 7,5 h      | 2008–2011        |
| Noor 1–4 (Ouarzazate)                        | Marokko 31° 1′ 10,1″ N, 6° 51′ 53,4″ W                    | Parabolrinne                                     | 160 (1)        |                                  | Thermoöl    | Salz, 3,0 h      | 2016–2020        |
| Solnova 1, 3, 4                              | Spanien 37° 24′ 52,1″ N, 6° 16′ 1,6″ W                    | Parabolrinne                                     | 150            | 340                              | Thermoöl    | ohne             | ab 2012          |
| Crescent Dunes Solar Energy Project          | Vereinigte Staaten 38° 14′ 0″ N, 117° 22′ 0″ W            | Turm                                             | 125            | 485                              | Salz        | Salz, 10 h       | 2015-2019        |
| Solarkraftwerk Cerro Dominador               | Chile 22° 46′ 18,9″ S, 69° 28′ 47,8″ W                    | Turm                                             | 110            | (950 inkl. 100 MWp Photovoltaik) | Salz        | Salz, 17,5 h     | 2021             |
| KaXu Solar One                               | Südafrika 28° 52′ 52″ S, 19° 35′ 35″ O                    | Parabolrinne                                     | 100            | 300                              | Thermoöl    | Salz, 2,5 h      | ab 2015          |
| Shams solar power station                    | Vereinigte Arabische Emirate 23° 34′ 10″ N, 53° 42′ 50″ O | Parabolrinne                                     | 100            | 210                              | Thermoöl    | ohne             | ab 2013          |
| Nevada Solar One                             | Vereinigte Staaten 35° 48′ 0″ N, 114° 59′ 0″ W            | Parabolrinne                                     | 75             | 124                              | Thermoöl    | Dampf, 0,5 h     | 2007             |
| Alvarado 1                                   | Spanien 38° 49′ 40″ N, 6° 49′ 20,9″ W                     | Parabolrinne                                     | 50             | 105                              | Thermoöl    | ohne             | 2009             |
| Extresol 1, 2                                | Spanien 38° 39′ 0″ N, 6° 44′ 24″ W                        | Parabolrinne                                     | 100            | 316                              | Thermoöl    | Salz, 7,5 h      | 2009, 2011       |
| Ibersol                                      | Spanien                                                   | Parabolrinne                                     | 50             | 103                              | Thermoöl    | ohne             | 2009             |
| Central Solar Termoelectrica La Florida      | Spanien 38° 48′ 51,8″ N, 6° 50′ 16,2″ W                   | Parabolrinne                                     | 49,9           | 175                              | Thermoöl    | Salz, 7,5 h      | 2010             |
| Majadas 1                                    | Spanien 39° 58′ 1,2″ N, 5° 44′ 31,2″ W                    | Parabolrinne                                     | 49,9           | 104,5                            | Thermoöl    | k. A.            | 2010             |
| Palma del Rio II                             | Spanien 37° 38′ 31,2″ N, 5° 15′ 25,2″ W                   | Parabolrinne                                     | 50,0           | 114,5                            | Thermoöl    | k. A.            | 2010             |
| La Dehesa                                    | Spanien 38° 57′ 28,8″ N, 6° 27′ 50,4″ W                   | Parabolrinne                                     | 49,9           | 175                              | Thermoöl    | Salz, 7,5 h      | 2011             |
| Manchasol-1                                  | Spanien                                                   | Parabolrinne                                     | 49,9           | 158                              | Thermoöl    | Salz, 7,5 h      | 2011             |
| Martin Next Generation Solar Energy Center   | Vereinigte Staaten 27° 3′ 10,8″ N, 80° 33′ 0″ W           | Parabolrinne (Dampf nur teilweise von der Sonne) | 470            | 89 (Sonnenanteil)                | Thermoöl    | k. A.            | 2011             |
| Planta Solar 20 (PS20)                       | Spanien 37° 26′ 27,5″ N, 6° 15′ 36,2″ W                   | Turm                                             | 20             | 48                               | Dampf       | Gas              | 2009             |
| Planta Solar 10 (PS10)                       | Spanien 37° 26′ 35″ N, 6° 15′ 0″ W                        | Turm                                             | 11             | 23,4                             | Dampf       | ohne             | 2007             |
| Puerto Errado 2                              | Spanien                                                   | Fresnelkollektor                                 | 30             | 49                               | Dampf       | Dampf            | 2012             |
| Gemasolar Thermosolar Plant                  | Spanien 37° 33′ 38″ N, 5° 19′ 54″ W                       | Turm                                             | 19,9           | 110                              | Salz        | Salz, 15 h       | 2011             |
| Lebrija 1                                    | Spanien                                                   | Parabolrinne                                     | 49,9           | 120                              | Thermoöl    | Gas              | 2012             |
| Ashalim                                      | Israel                                                    | Solarturm                                        | 121            |                                  | Dampf       | Salz             | 2019             |

(*) Nur bei SEGS, Solana Generating Station, Genesis Solar Energy Project und Nevada Solar One liegen tatsächliche Produktionszahlen vor. Die Zahlen aller anderen Werke sind nur prognostiziert.

### Auswirkungen auf die Tierwelt

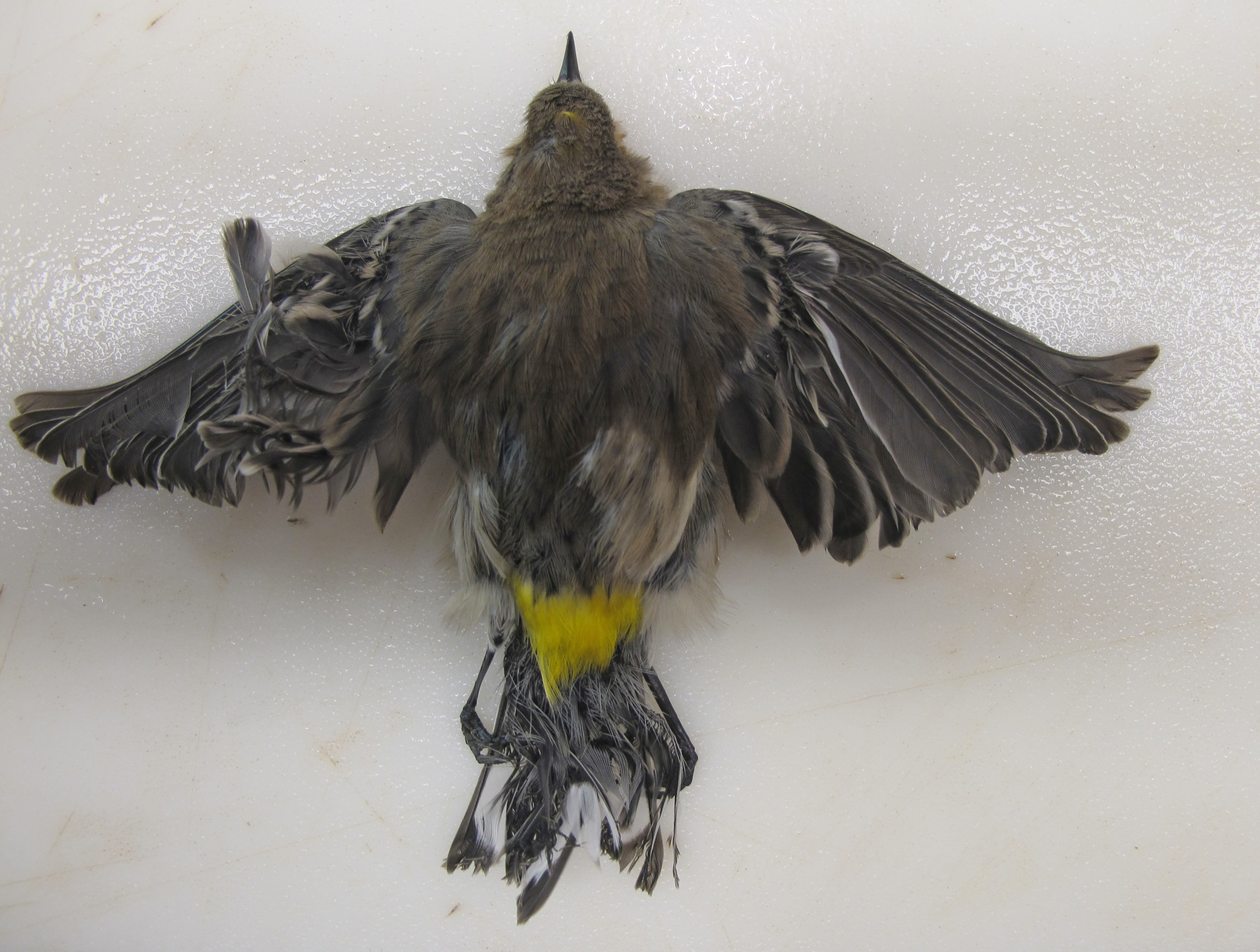
In einer thermischen Solarkraftanlage getöteter Vogel mit Verbrennungen

Bei den bisher schon existierenden Solarturmkraftwerken mit Bündelung wurde die Beobachtung gemacht, dass hier gelegentlich Vögel der Anlage zum Opfer fallen. Vögel, die durch die konzentrierten Sonnenstrahlen hindurchfliegen, werden dadurch augenblicklich verbrannt und erleiden im Flug den Hitzetod. Über die Zahlen der so getöteten Vögel gibt es bisher keine genauen Angaben.

## Solarthermische Kraftwerke ohne Bündelung
Solarthermische Kraftwerke ohne Bündelung haben keine nachgeführten Reflektoren, nutzen jedoch die gesamte einfallende Strahlung der Sonne (Globalstrahlung, also Direkt- und Diffusstrahlung).
Bei Solarteichkraftwerken bilden Schichten unterschiedlich salzhaltigen Wassers den Kollektor und Absorber, während diese Aufgabe bei Thermikkraftwerken einem großflächigen Kollektordach (ähnlich einem Treibhaus) zukommt.

### Aufwindkraftwerke

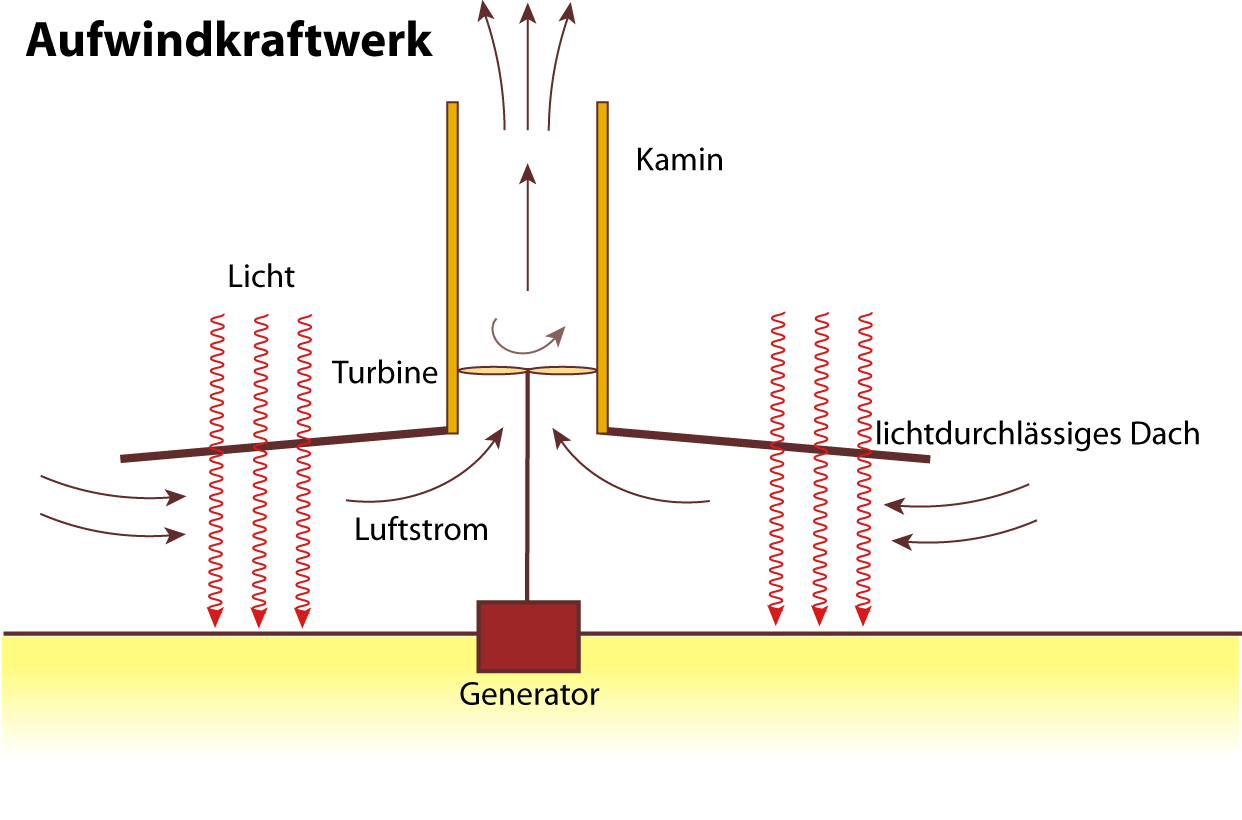
Schema/Aufbau eines Aufwindkraftwerks

Aufwindkraftwerke, auch Thermikkraftwerke genannt, machen sich den Kamineffekt zu Nutze, bei dem warme Luft aufgrund ihrer geringeren Dichte nach oben steigt. Sie bestehen aus einem großen, flächigen Glasdach (Kollektor), unter dem sich die Luft am Boden wie in einem Treibhaus erwärmt. Die warme Luft steigt nach oben und strömt unter dem Glasdach zu einem Kamin in der Mitte der Anlage. Der entstehende Aufwind wird mit Hilfe einer oder mehrerer Turbinen, gekoppelt mit einem Generator, in elektrischen Strom umgewandelt. Den geringen technischen Anforderungen an solch eine Anlage steht der sehr niedrige Wirkungsgrad von selbst im besten Fall nur etwa 1 % gegenüber, der den erforderlichen Aufwand und die Baugröße solcher Anlagen unverhältnismäßig groß werden lässt. Um eine Leistung zu erreichen, die mit der eines üblichen Kohle- oder Kernkraftwerks vergleichbar ist, müsste der Kamin 1000 m oder noch höher sein und der Kollektor mehr als 100 km² überdecken (in diesem Beispiel betrüge der benötigte Durchmesser der Anlage mehr als 12 km).

### Solarteichkraftwerke
In Solarteichkraftwerken, auch Salinity Gradient Solar Ponds/Lakes genannt, bilden flache Salzseen eine Kombination von Solarkollektor und Wärmespeicher. Das Wasser am Grund ist viel salzhaltiger und daher dichter als an der Oberfläche. Wird Sonnenstrahlung in den tieferen Schichten absorbiert, heizen sich diese auf 85 bis 90 °C auf. Auf Grund des durch den unterschiedlichen Salzgehalt bestehenden Dichtegradienten kann das erwärmte Wasser nicht aufsteigen, es findet keine Konvektion statt und die Wärme wird in der unteren Wasserschicht gespeichert. Die gespeicherte Wärme kann zur Stromerzeugung in einem Turbinen-Generator-Block verwendet werden und steht bei entsprechender Auslegung 24 Stunden pro Tag zur Verfügung. Da die erreichbaren Temperaturen vergleichsweise gering sind, muss bei der Stromerzeugung mit Arbeitsmedien gearbeitet werden, die bei niedrigen Temperaturen verdampfen. Die Umwandlung der Wärme in elektrischen Strom erfolgt daher mit Hilfe eines so genannten Organic-Rankine-Cycle-Kraftwerks oder mit einem Kalinaprozess, der Ammoniakdampf als Arbeitsmedium nutzt.
Da die zur Verfügung stehenden Temperaturdifferenzen nur etwa 60 K erreichen, ist der Wirkungsgrad solcher Kraftwerke nur gering – er ist von der Thermodynamik her physikalisch in diesem Fall mit ideal 15 % limitiert, praktisch wird deutlich weniger erreicht. Dennoch wurden Solarteichkraftwerke vorübergehend als für Entwicklungsländer interessant gehalten, da mit relativ geringem Investitionsaufwand die dort vorhandenen sonnenreichen, vegetationslosen und unbebauten Flächen genutzt werden könnten.